# Donkmeer
Het Donkmeer (ook bekend als Overmere-Donk) is een meer in de Belgische gemeente Berlare, gelegen tussen de dorpen Overmere, Uitbergen en Berlare-centrum. Aan de noordoostelijke kant van het meer ligt het gelijknamige gehucht Donk. Er zijn veel drink- en eetgelegenheden rondom het meer.
Het Donkmeer heeft een wateroppervlakte van circa 86 hectare en is daarmee een van de grootste meren in Vlaanderen na enkele Maasplassen, het Rauwse Meer (Kempense Meren) en het Schulensmeer. De diepte is gering en bedraagt maximaal 3,20 meter. 
Het Donkmeer werd een beschermd landschap bij Koninklijk Besluit van 6 juli 1957 en met een uitbreiding bij een K.B. van 29 mei 1964.
Net ten westen van het Donkmeer ligt het provinciaal domein Nieuwdonk, met een recreatievijver die in de jaren 1970 ontstond na zandontginning.

## Natuurwaarde
Van het gebied is 30 hectare beschermd natuurreservaat, dat sinds 1993 wordt beheerd door de vzw Durme. Het is Europees beschermd als onderdeel van Natura 2000-gebied 'Schelde en Durme-estuarium van de Nederlandse grens tot Gent' (BE2300006). Bij het meer bevindt zich de Eendenkooi, een dierenpark met een historische eendenkooi. Talrijke watervogels komen er voor, zoals de ijsvogel.

## Geschiedenis
Op de plaats waar nu het Donkmeer en het Berlaars Broek liggen, lag er verschillende duizenden jaren geleden een meander van de Schelde rond een alluviale zandheuvel. Door een verandering van de loop van de rivier, ontstond er een hoefijzervormig meer. Het gebied is uiteindelijk verland, maar niet zonder een laag veen achter te laten. In de late 17e eeuw is men vermoedelijk begonnen met het opgraven van die turf, een gegeerde brandstof, in het Berlaars Broek, dat ten oosten van de Donk ligt. Aan het begin van de 18e eeuw was turfsteken een prominente nijverheid in Berlare.
Op het einde van de 17e eeuw kwamen er bijna uitsluitend drassige weiden voor op de plaats waar nu het Donkmeer ligt. Een sloot deelde het gebied in twee. Het deel ten westen ervan heette "'t Vaerebroeck op Overmeere" terwijl het deel ten oosten ervan "'t Vaerebroeck op Uytberghen" heette. Volgens een kaart uit 1676 was er ook een kleine waterplas in het gebied, genaamd "de Coye", met enkele grachten errond. Ook op de Ferrariskaarten uit de jaren 1770 is het Donkmeer nog niet te zien. Het Donkmeer is namelijk pas in de late 18e en vroege 19e ontstaan als gevolg van turfwinning, in tegenstelling tot het Broek, waar de turfwinning al eerder begonnen was.
In de jaren 1850 was het resultaat van meer dan honderd jaar turfwinning een groot, nat gebied met zo'n 225 hectare wateroppervlak, 400 hectare moeras en natte weiden en 200 hectare minderwaardige landbouwgrond. Er werd besloten de moerassen rond de Donk en in het Broek droog te leggen om zo vruchtbare landbouwgrond te bekomen. In 1862 slaagde men erin het water in het Broek weg te pompen, maar tijdens de Eerste Wereldoorlog lag de kolenpomp stil en liep het gebied terug onder. In 1926 werd het Broek definitief drooggelegd, met uitzondering van een aantal vijvers langs Kamershoek en Berlare, en werd de vrijgekomen grond bebost met wilgen voor de mandenvlechterij. Na de Tweede Wereldoorlog werden er populieren aangeplant voor de fabricage van lucifers.
Toen er in 1891 een stoomtram in gebruik werd genomen tussen Gent en Hamme, bracht deze de eerste toeristen naar het Donkmeer. Voor 1918 waren er al verschillende cafés en restaurants rond het meer en werden er zeil- en roeibootjes verhuurd. In de daaropvolgende jaren groeide het toerisme sterk. De Donk werd een bekend recreatieoord in Oost-Vlaanderen en trok veel toeristen, onder andere door de palingrestaurants. In de tweede helft van de 20e eeuw nam de bebouwing rond het meer sterk toe. Er kwamen ook verschillende kampeerterreinen. Zo waren er in 1978 vijftien kampeerterreinen met in totaal zo'n duizend staanplaatsen.

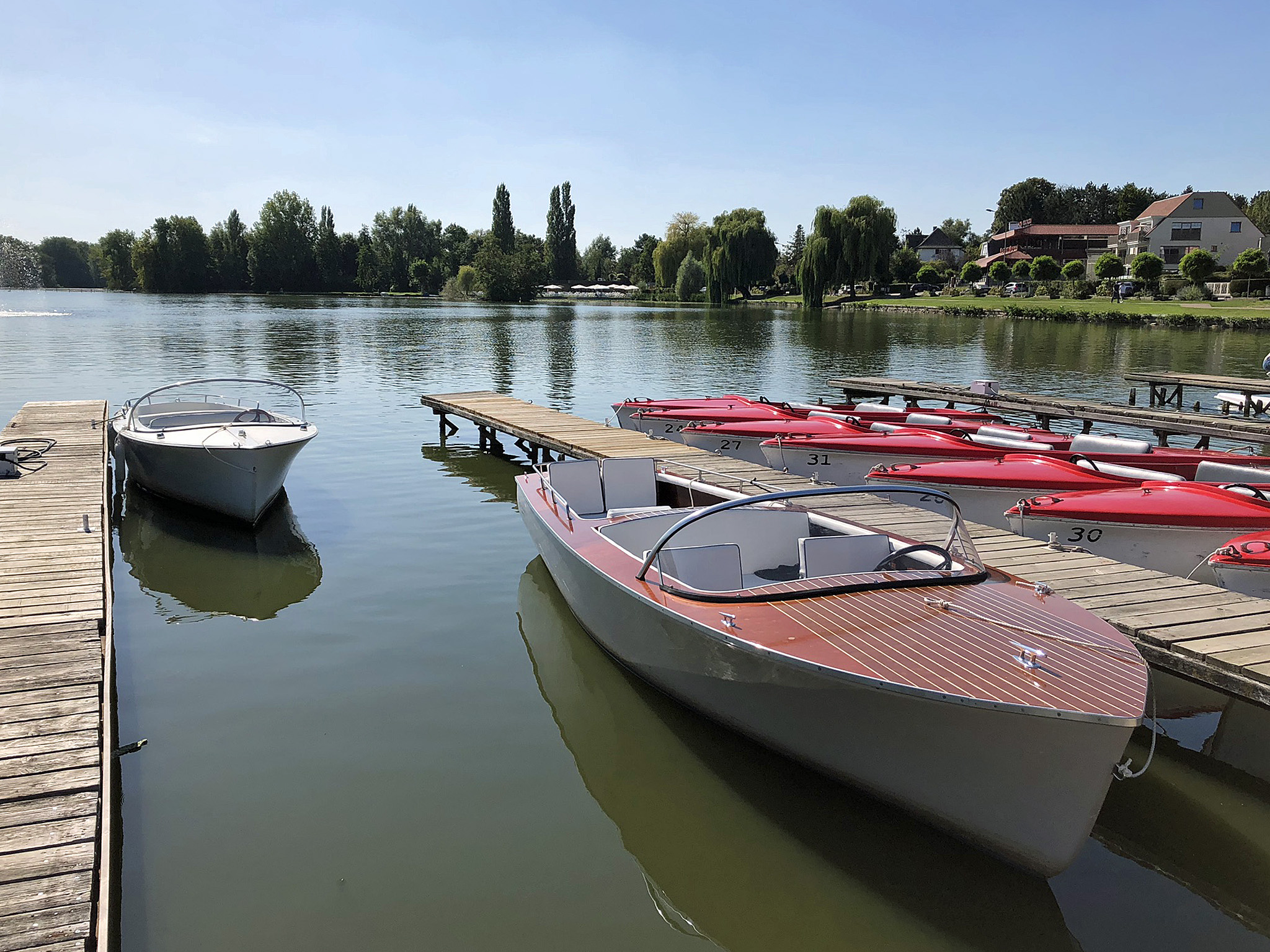
Verhuur van fluisterbootjes, roeibootjes en waterfietsen op het Donkmeer.